# اورلستون
اورلستون (به انگلیسی: Orlestone) یک روستا و محله مدنی در بریتانیا است که در Ashford واقع شده‌است. اورلستون ۷٫۹۱ کیلومتر مربع مساحت و ۱٬۴۰۷ نفر جمعیت دارد.